# Operation: Livecrime
Operation: Livecrime è un album dal vivo del gruppo musicale statunitense Queensrÿche, pubblicato nel 1991.

## Tracce
1. I Remember Now – 1:19 (testo: Chris DeGarmo, Geoff Tate, Michael Wilton)
2. Anarchy-X – 1:28 (testo: DeGarmo)
3. Revolution Calling – 4:58 (testo: Tate, Wilton)
4. Operation: Mindcrime – 4:26 (testo: DeGarmo, Tate, Wilton)
5. Speak – 3:44 (testo: Tate, Wilton)
6. Spreading the Disease – 5:06 (testo: Tate, Wilton)
7. The Mission – 5:47 (testo: DeGarmo)
8. Suite Sister Mary – 11:37 (testo: DeGarmo, Tate)
9. The Needle Lies – 3:19 (testo: Tate, Wilton)
10. Electric Requiem – 1:16 (testo: Scott Rockenfield, Tate)
11. Breaking the Silence – 4:21 (testo: DeGarmo, Tate)
12. I Don't Believe in Love – 4:19 (testo: DeGarmo, Tate)
13. Waiting for 22 – 1:27 (testo: DeGarmo)
14. My Empty Room – 1:37 (testo: Tate, Wilton)
15. Eyes of a Stranger – 8:25 (testo: DeGarmo, Tate)
16. The Lady Wore Black (bonus) – 6:44 (testo: DeGarmo, Tate)
17. Roads to Madness (bonus) – 9:22 (testo: DeGarmo, Tate, Wilton)

## Formazione
- Geoff Tate - voce
- Michael Wilton - chitarra, cori
- Chris DeGarmo - chitarra, cori
- Eddie Jackson - basso, cori
- Scott Rockenfield - batteria
- Pamela Moore – voce